# شيري ولف
شيري وُلف (وُلدت في بروكلين في نيويورك يوم 4 مايو 1965) أمريكية اشتراكية ثورية، يهودية، مناهضة للصهيونية، وصحفية مستقلة ومؤلفة.

## مسيرتها
لكونها سحاقية كانت في اللجنة التنفيذية لمسيرة National Equality March المطالبة بحقوق مواطنة متساوية في أكتوبر 2009. هي كذلك عضوة في المنظمة الاشتراكية الدولية ومحررة في دورية International Socialist Review.
وهي عضوة في الشبكة الدولية لليهود المناهضين للصهيونية وترى أن منتقدي إسرائيل ليسوا «معادين للسامية» كما يدّعي الصهاينة، كما أنها إحدى دعاة حملة المقاطعة و الحظر و العقوبات على إسرائيل. في أكتوبر 2010 صرّحت بأن «بابه وليفي وبلومنتال وعدد متزايد من اليهود المؤيدين لفلسطين، بمن فيهم أنا، مستعدون لتحدي إسرائيل لمخالفتها القانون الدولي وأعراف الإنسانية الأساسية. وبخاصة نحن، أبناء وأحفاد جيل الهولوكوست لن نسمح لتُهَم معاداة السامية بتعكير المياه»